# Джонс, Хэнк
Генри Джонс мл. (англ. Henry Jones Jr.; 31 июля 1918, Виксберг, Миссисипи — 16 мая 2010, Нью-Йорк, Нью-Йорк), профессионально известный как Хэнк Джонс (Hank Jones), — американский джазовый пианист, бэндлидер, аранжировщик и композитор. Критики и музыканты описывали Джонса как красноречивого, лиричного и безупречного. В 1989 году Национальный фонд искусств наградил его премией NEA Jazz Masters. В 2003 году он также был удостоен премии «Живая легенда джаза» Американского общества композиторов, авторов и издателей (ASCAP). В 2008 году он был награжден Национальной медалью искусств. 13 апреля 2009 года Хартфордский университет присвоил Джонсу звание почетного доктора музыки за его музыкальные достижения.
Джонс записал более 60 альбомов под своим именем и бесчисленное множество других в качестве сайдмена, включая знаменитый альбом Кэннонболла Эддерли Somethin’ Else. 19 мая 1962 года он играл на фортепиано, когда актриса Мэрилин Монро исполнила свою знаменитую песню «С днем рождения, господин президент» тогдашнему президенту США Джону Ф. Кеннеди.